# Маријана Савка
Маријана Савка (укр. Мар'яна Орестівна Савка; рођена 21. фебруара 1973) је украјинска песникиња, писац за децу, преводилац и издавач. Године 2003. је добила награду Васил Стус.  

## Биографија
Рођена је 21. фебруара 1973. у Копичинцима. Њен отац, Орест Савка, је био позоришни редитељ и активиста. Дипломирала је украјинистику на Универзитету у Лавову. Током студија, заједно са Маријаном Кијановском, Наталком Сњаданком и другима, је основала женску књижевну групу. Похађала је и глуму на позоришту Лес Курбас у Лавову. Као истраживач је радила у Националној библиотеци науке Стефаник, која је објавила њено дело о украјинској емигрантској штампи у Првој чехословачкој републици. Дебитовала је 1995. са књигом поезије Оголені русла. Њени радови су се појављивали у разним новинама и часописима, као што су Suchasnist`, Svitovyd, Kuryer Kryvbasu, Chetver, Ukrainian Quarterly и представљени су у антологијама, међу којима је Десять найкращих українських поетів останніх десятих років. Њена дела су преведена на седам језика укључујући енглески, руски и пољски. Године 1998. је победила на Факеловом литерарном конкурсу. Деведесетих је учествовала и у књижевној рубрици дневног листа Postup.
Године 2001. је са супругом основала издавачку кућу Vydavnytstvo Staroho Leva која се у почетку фокусирала на књижевност за децу и младе, а затим се проширила на књижевност за одрасле. Била је главни уредник компаније. Године 2003. је добила награду Васил Стус. Поред писања, Савка је и композитор и певачица у Maryanychi Trio, за који је написала преко тридесет песама. Радила је и као преводилац.  Члан је ПЕН Украјине и Савета Центра за проучавање књижевности за децу и омладину. Амбасадорка је Програма Уједињених нација за развој у Украјини и потпредседница је књижевне награде Big Hedgehog, прве невладине књижевне награде у Украјини посвећене ауторима књига за децу и младе.

## Публикације

### За децу
- Чи є в бабуїна бабуся?, 2003.
- Лапи і хвости, 2005.
- Казка про Старого Лева, 2011.
- Босоніжки для стоніжки, 2015.
- На болоті, 2015.
- Тихі віршики на зиму, 2015.[3]

### За одрасле
- Оголені русла, 1995.
- Малюнки на камені , 1998.
- Гірка мандрагора, 2002.
- Кохання і війна, 2002.
- Квіти цмину, 2006.
- Бостон-джаз: візії та вірші, 2008.
- Тінь риби, 2010.
- Пора плодів і квітів, 2013.
- Листи з Литви / Листи зі Львова, 2016.
- Колисанки і дрімливі вірші, 2017.[3]